# Traversée de Paris à la nage
Pour les articles homonymes, voir Traversée de Paris.
La Traversée de Paris à la nage est une course de nage en eau libre sur la Seine, organisée par le journal L'Auto et Georges Moëbs, qui a lieu pour la première fois en 1905. Elle fait alors 11,6 km, du pont National au viaduc d'Auteuil. À partir de 1906, une scission se fait au sein de l'organisation, et une seconde course, elle « amateur », est organisée concurremment, mise sur pied par Moëbs et le journal Les sports.

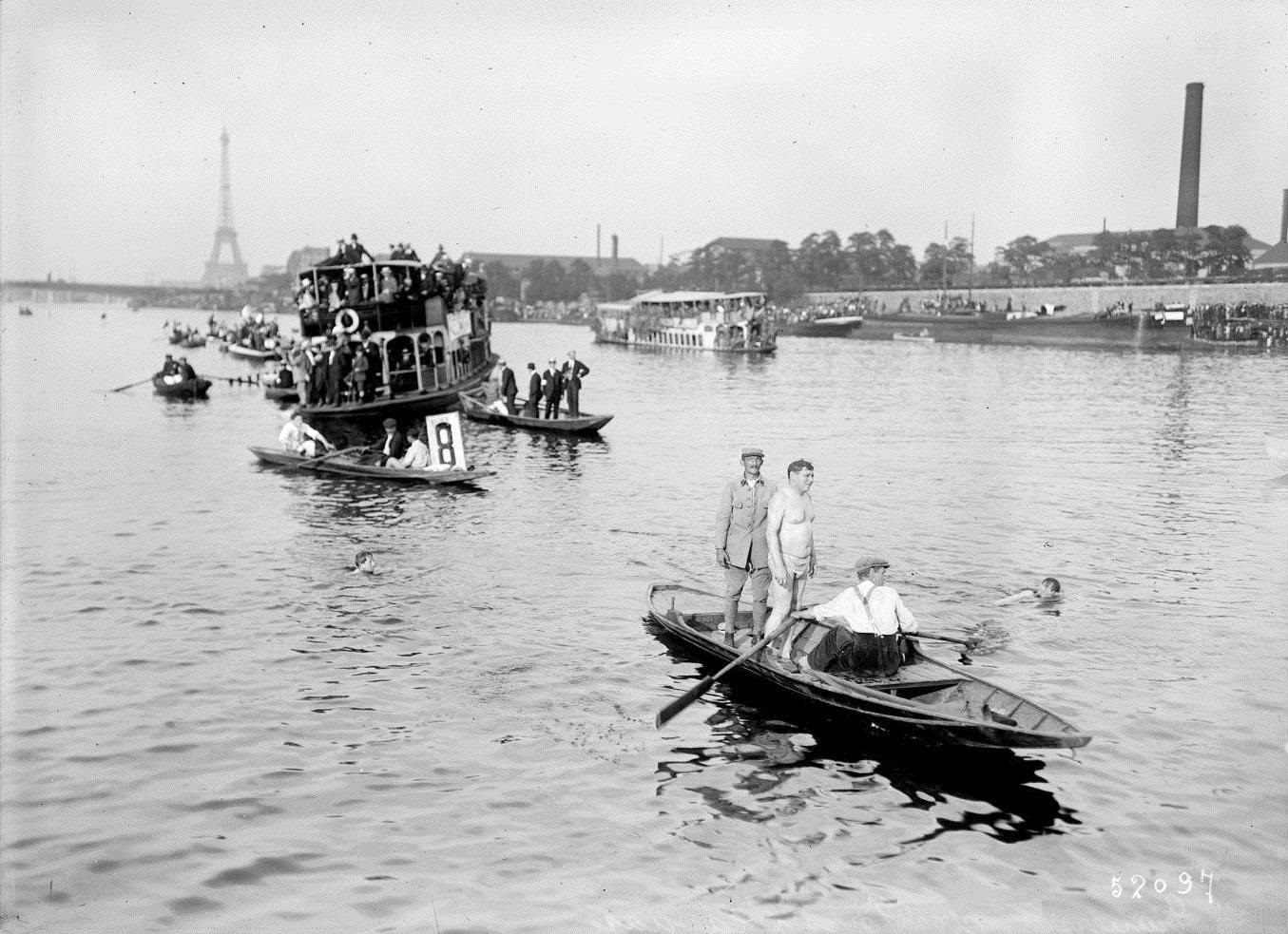
La traversée de 1918, par le boulanger Georges Michel.

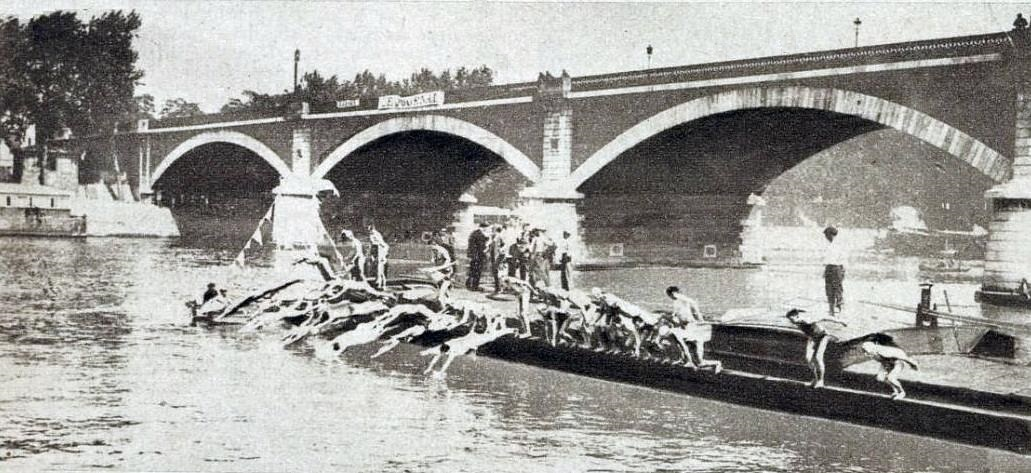
Départ de la traversée en 1929, depuis le pont National.

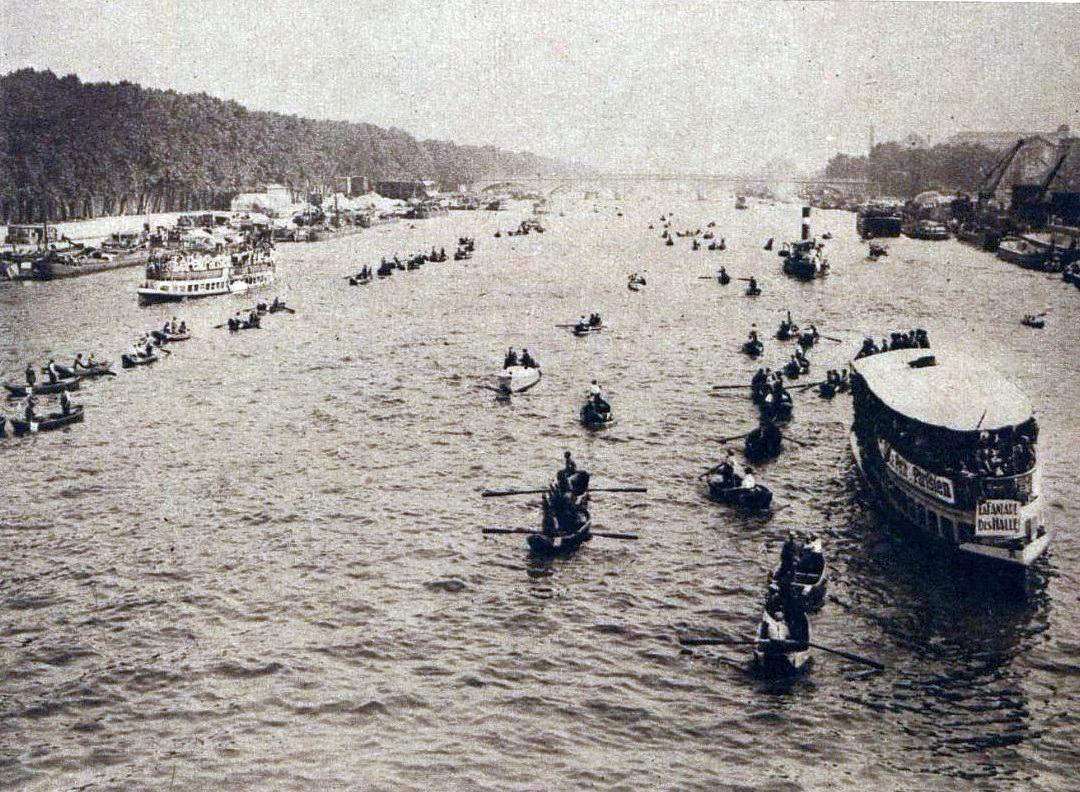
Barques et bateaux accompagnants en processions de la traversée en 1929 (Pont de Bercy).

Alors nageur de haut niveau, Henri Decoin participe à l'édition amateur de 1913 mais, après avoir été longtemps deuxième, il abandonne. L'aviateur Charles Nungesser participe à celle de 1918.

## La course

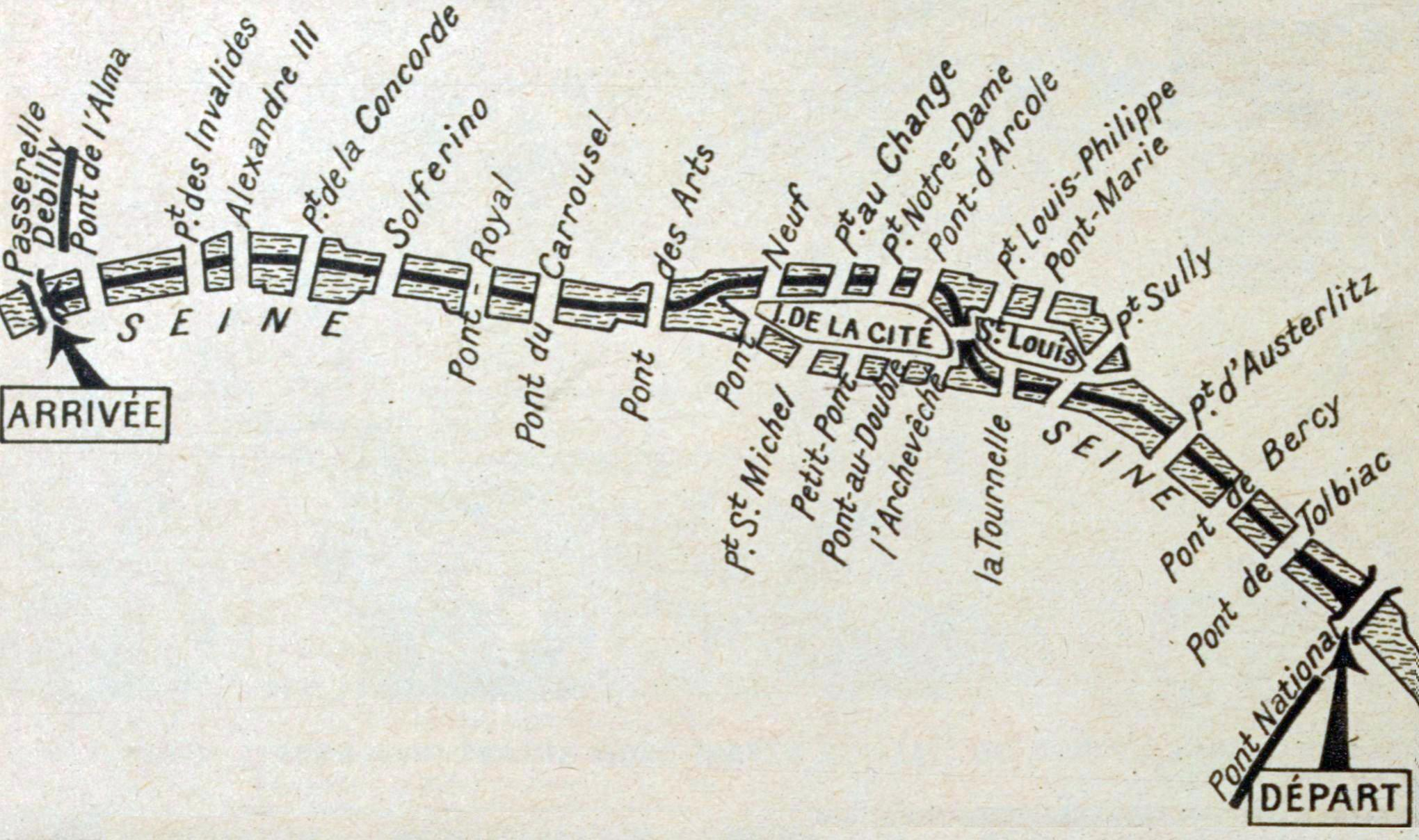
Plan de la course amateur de 1923, d'après Le Miroir des sports.

## Historique

### Les débuts
La première course (1905) attire plusieurs centaines de candidats, pour la plupart inconnus. Devant cet afflux, une épreuve qualificative est organisée à Joinville-le-Pont le 3 septembre 1905. Finalement aucun de ces postulants n'est qualifié, le dernier abandonnant lors du dernier des 5 kilomètres de la finale. Ne s'alignent donc que 8 candidats confirmés, exemptés de l'épreuve qualificative : les Anglais Nuttall (en), Billington, Burgess et Holbein, les Français Paulus, Bougoin et Poullitou, et la célèbre Australienne Annette Kellerman.
Les favoris sont Nuttal, Billington et Burgess,. Burgess, Holbein et Annette Kellermann ont tenté — en vain — la traversée de la Manche trois semaines plus tôt.
La course a lieu le dimanche 10 septembre 1905 : elle fait 11,6 km, du pont National au viaduc d'Auteuil. Finalement seuls 4 participants franchissent la ligne d'arrivée : Paulus est vainqueur à 42 ans, suivi de Burgess, Holbein et Annette Kellermann. Le sergent Poullitou (de l'École militaire de gymnastique de Joinville) est sommé d'abandonner par sa hiérarchie car il n'avait pas de permission, les 3 autres sont vaincus par la fatigue et le froid.
Dès 1906, une scission s'effectue entre Georges Moëbs et L'Auto, sur fond de désaccord entre la gestion des amateurs et celle des professionnels. Deux courses ont donc lieu dès lors chaque été, L'Auto conservant la main sur celle des professionnels tandis que celle prise en charge par Moëbs et de la S.N.E.N. est réservée aux amateurs. Les deux premières courses sont remportées par le champion olympique anglais Jarvis. Les parcours des deux courses étant identiques, les journalistes essaient de comparer les temps de leurs champions, même si la force du courant a pu varier.
Devant le succès populaire de ces premières traversées (le journal L'Auto signale 500 000 personnes venues sur les bords de la Seine assister à celle de 1905), d'autres traversées de villes s'instituent, en province (Toulouse en 1906, Lyon en 1907, Lille en 1910, Bordeaux en 1912, etc.) et à l'étranger (Londres en 1907, Bruxelles, Rome, etc.)

### Les années 1910
Les années d'avant-guerre voient chez les professionnels la suprématie de l'Anglais Billington, ne laissant à ses principaux rivaux, les jeunes Français Chrétien et Estrade, que des places d'honneur.
En 1914, si l'édition amateur est courue deux semaines avant la déclaration de la guerre, celle des professionnels qui aurait dû se dérouler en août n'a pas lieu du fait des circonstances, Paris devenant un camp retranché dont la vie ordinaire est suspendue sous la menace directe du Plan Schlieffen. En 1917 et 1918, le front s'étant éloigné de Paris, la course professionnelle peut reprendre. Chez les hommes, y figurent principalement des poilus en permission (dont les mérites sont encensés par les journaux) et des vétérans. En 1918, le populaire as de l'aviation Charles Nungesser participe à la course : il « termine vaillamment le parcours donnant une rude épreuve de son courage, car il souffre encore de ses blessures et manque totalement d’entraînement ».
C'est encore l'époque où cette course attire des sportifs polymathes, des aventuriers touche-à-tout et casse-cous : Nungesser (1918) en est un bel exemple, mais il ne faut pas oublier Holbein (3e en 1905) qui finit deuxième sur le Bordeaux-Paris à vélo en 1891, Marie Marvingt (3e amateur en 1906) qui fut aviatrice, alpiniste, etc. Violette Morris (3e amateur en 1921) qui fut pilote automobile, boxeuse, lanceuse de poids, etc.

## Palmarès
Pour des questions de suspense, les courses de L'Auto sont souvent à handicaps. Le classement présenté ici est celui du temps de parcours.

### Palmarès hommes
Lorsqu'il y a lieu, les nageuses figurant dans le classement mixte sont signalées par le symbole ♀.

#### Course deL'Auto

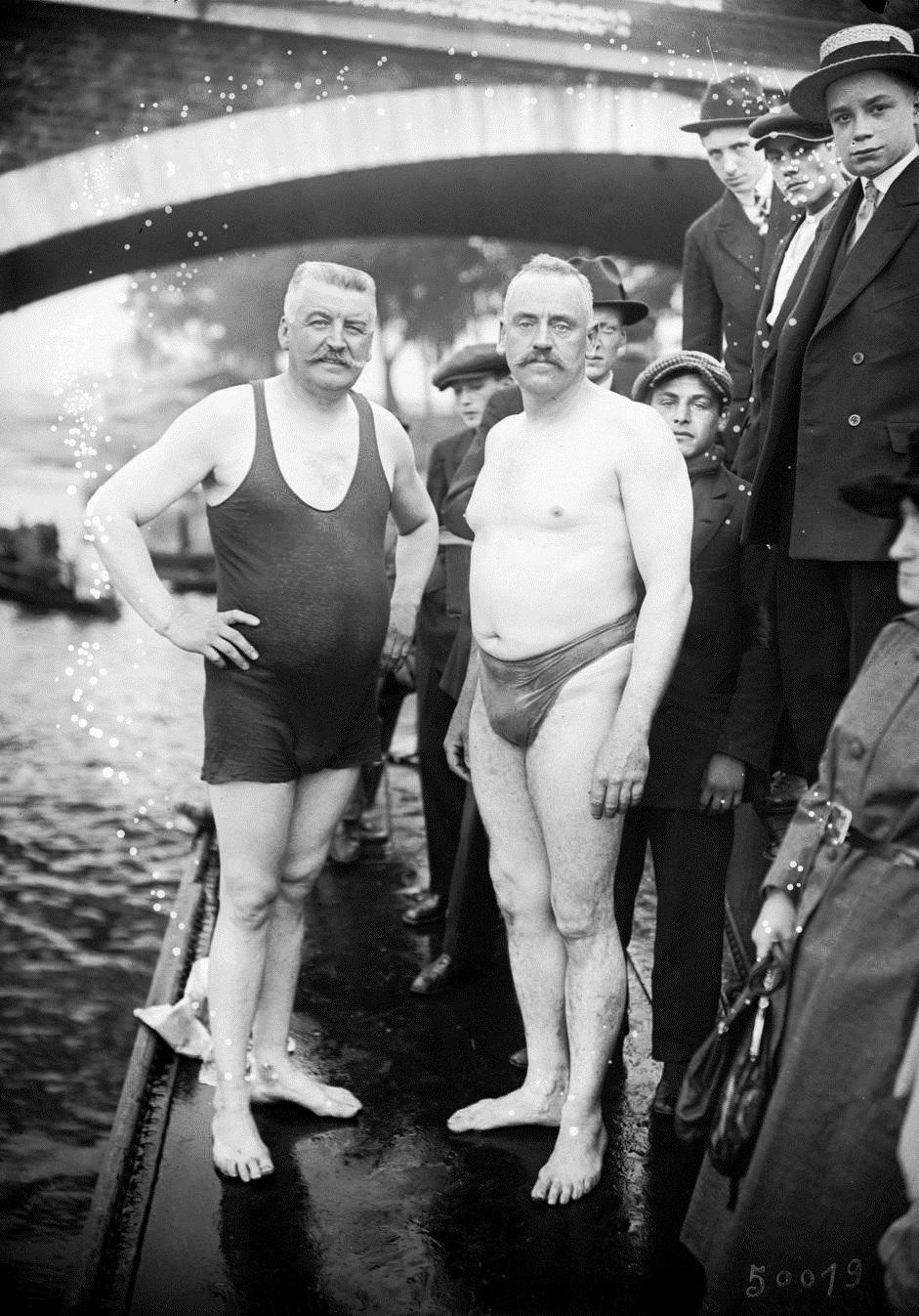
Les vétérans Émile Paulus (g.) et Bill Burgess (d.), respectivement premier et deuxième de la traversée de Paris à la nage en 1905, prennent la pose au départ de la course en 1917.

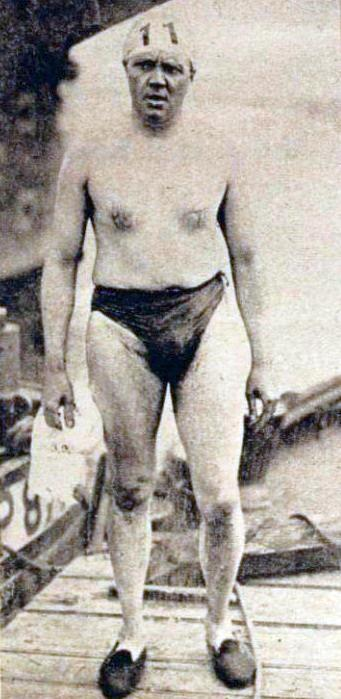
L'Anglais David Billington, six fois vainqueur de la traversée de Paris à la nage, entre 1907 et 1923.

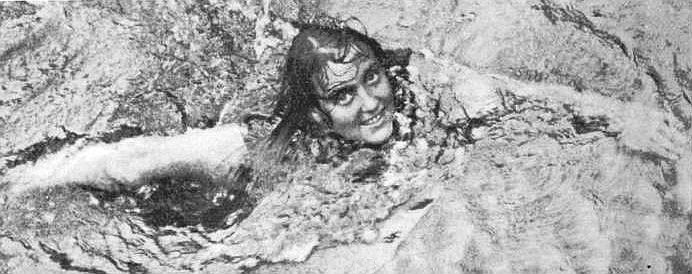
L'Australienne Annette Kellermann, lors de la première traversée en 1905.

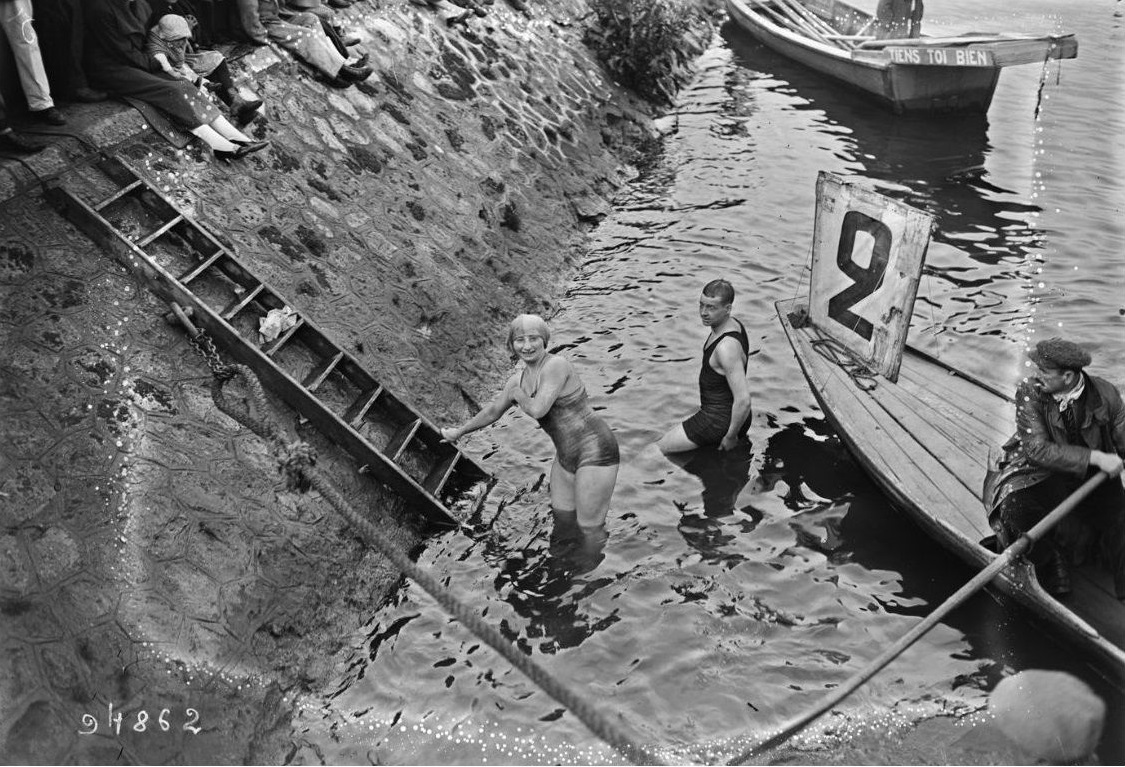
Arrivée de la gagnante Mme Cady, en août 1924 au viaduc d'Auteuil (course professionnelle).

Course organisée par le journal l'Auto puis par la Ligne Nationale de Natation, et ouverte aux professionnels (parfois appelée championnat de Paris de grand fond) :
| Année | Vainqueur                          | deuxième                           | troisième                    | quatrième                             |
| ----- | ---------------------------------- | ---------------------------------- | ---------------------------- | ------------------------------------- |
| 1905  | Émile Paulus (3h29, nage indienne) | Bill Burgess (4h28, nage indienne) | Montague Holbein (4h48, dos) | Annette Kellermann ♀ (4h58, trudgeon) |
| 1906  | Albert Bougoin (3h06)              | David Sydney Billington (3h07)     | Greasley (3h12)              | Émile Paulus                          |
| 1907  | David Sydney Billington (2h18)     | Eugène Estrade (2h29)              | Davide Cattaneo (2h31)       | Altieri (2h35)                        |
| 1908  | David Sydney Billington (2h30)     | Albert Chrétien (2h35)             | Georges Michel (2h45)        | Armand Ponthieux (2h47)               |
| 1909  | David Sydney Billington            | Eugène Estrade                     | Albert Chrétien              | Pezié                                 |
| 1910  | David Sydney Billington            | Georges Michel                     | Albert Chrétien              | Charles Hanouet                       |
| 1911  | David Sydney Billington (2h15)     | Albert Chrétien (2h30)             | Charles Hanouet (2h31)       | Georges Michel                        |
| 1912  | David Sydney Billington (2h15)     | Eugène Estrade (2h31)              | Louis Dessein (2h40)         | Georges Michel                        |
| 1913  | David Sydney Billington (1h59)     | Davide Cattaneo (2h10)             | Charles Hanouet (2h11)       | Albert Chrétien (2h12)                |
| 1917  | Nicolas Biewesch                   | Georges Michel                     | Georges Pouilley             | Émile Paulus                          |
| 1918  | Georges Michel                     | Georges Fleurix                    | Gaston Nivet                 | Simon Lavogade                        |
| 1919  | Costa Malito (2h43)                | Luigi Bacigalupo                   | Antonio Sachner              | Suzanne Wurtz ♀                       |
| 1920  | Luigi Bacigalupo (3h)              | Cor Zegger (en)                    | Georges Michel               | Armand Lanoix                         |
| 1921  | Luigi Bacigalupo (1h54)            | Costa Malito                       | Armand Lanoix                | Robert Desmettre                      |
| 1922  | Antonio Sachner (3h04)             | Costa Malito                       | David Sydney Billington      | René Richard                          |
| 1923  | David Sydney Billington (3h05)     | Costa Malito                       | René Richard                 | Georges Pouilley                      |
| 1924  | Antonio Sachner (2h46)             | Georges Michel                     | Georges Pouilley             | Fernand Moine                         |
| 1925  | Luigi Bacigalupo (2h38)            | Jean Vos                           | Henri Duvanel                | F. Oreille                            |
| 1926  | Albéric Boone                      | Léon Tallon                        | René Richard                 | Nicolas Biewesch                      |

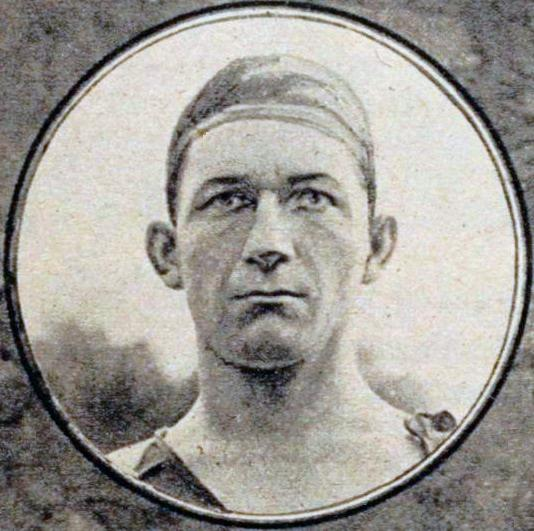
Le Bordelais Jean Rebeyrol (ASPTT), vainqueur à quatre reprises de la traversée de Paris à la nage, et également champion de France de grand fond de 1921 à 1926.

De 1914 à 1916, la course n'a pas lieu. À compter de 1927, c'est une course de relais qui est organisée, car la traversée « menaçait de tomber dans l'oubli et l'indifférence si rien n'avait été changé »,.

#### Courses amateurs

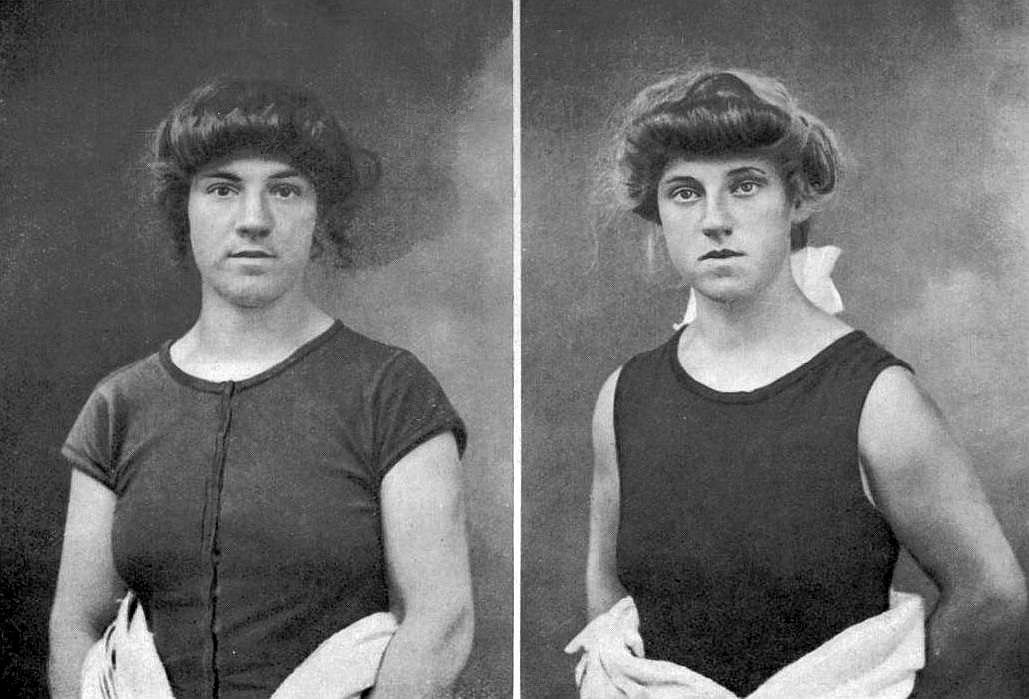
Les sœurs suisses Marthe (G.) et Cécile (D.) Robert, en 1906.

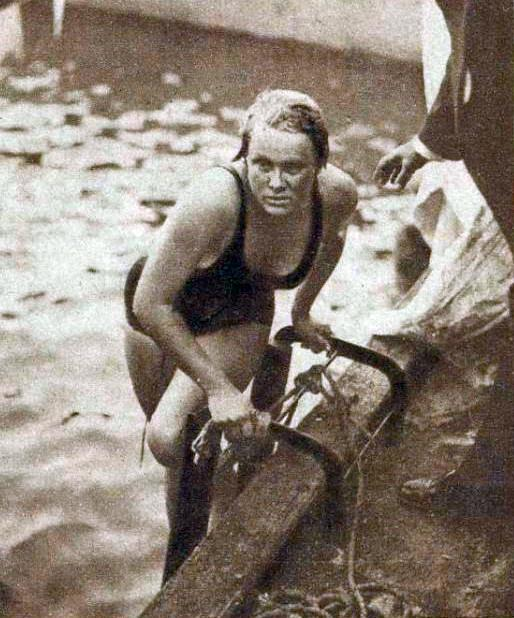
Marguerite Mahieux, quatre fois victorieuse de la traversée.

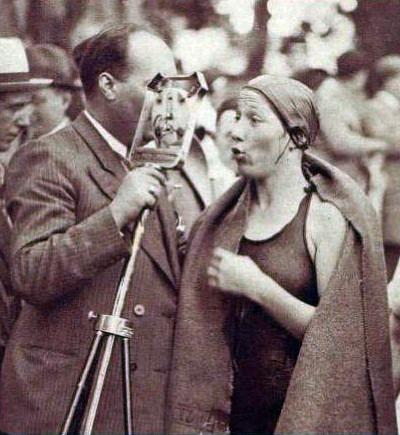
Lucette Berlioux victorieuse de la traversée de Paris féminine à la nage, en 1935 à 16 ans.

Cette épreuve amateur est organisée par la SNEN (Société nationale d'encouragement à la natation) de Georges Moebs, sous le patronage successif des journaux Les Sports, puis Le Petit Parisien et enfin Le Journal. Elle se tient traditionnellement au mois de juillet. Sa dernière édition a lieu en 1930.
À partir de 1922, une traversée de Paris concurrente est mise en place au mois d'août (ou début septembre) sous l'égide de la F.F.N.S. (Fédération Française de Natation et de Sauvetage) avec le parrainage du Petit Parisien. Elle est la seule qui subsiste à partir de 1931.
Selon les années, l'une ou l'autre de ces deux traversées délivrait alternativement le titre de « champion de France de grand fond » au nageur français arrivé premier.
Durant les années 1940, le Swimming-Club prend le relais en relançant la traversée de Paris à la nage avec le concours de Paris-Soir.
| Année                                   | Vainqueur                                       | deuxième              | troisième           | quatrième            |
| --------------------------------------- | ----------------------------------------------- | --------------------- | ------------------- | -------------------- |
| 1906                                    | John Arthur Jarvis (2h42)                       | Piet Ooms (nl) (2h52) | Auguste Maas (3h03) | Rossi (3h06)         |
| 1907                                    | John Arthur Jarvis (2h41)                       | Piet Ooms (nl)        | Auguste Maas        | Signorini            |
| 1908                                    | Bonenfant                                       | Léon Vasseur          | Bach                | Beaubiat             |
| 1909                                    | Piet Ooms (nl) (1h25)                           | Auguste Maas          | Giacometti          | Paul Harfort         |
| 1910                                    | Léon Barrière                                   | Émile Bangerter       | A. Meyer            | Barrat               |
| 1911                                    | Piet Ooms (nl) (1h58)                           | Auguste Maas          | Louis Bonzom        | E. Everaërt          |
| 1912                                    | Louis Bonzom (1h57)                             | Paul Harfort          | Léon Barrière       |                      |
| 1913                                    | Hermann Weit (1h22, en nage indienne)           | Paul Harfort (1h23)   | Rebeyrol (1h26)     | Marcel Lucius (1h27) |
| 1914                                    | Georges Hermant (1h38)                          | Léon Barrière         | Motheau             | Pican                |
| 1919,                                   | Norman Ross (1h31)                              | Luigi Bacigalupo      | Morris              | Costa                |
| 1920                                    | Henri Duvanel (1h45)                            | Joseph Welker         | Adrien Capoulat     | Urbain Motto         |
| 1921 (course organisée par L'Auto)      | Antonio Sachner (2h04)                          | Costa Malito          | Luigi Bacigalupo    | Henri Duvanel        |
| 1922 (course organisée par la S.N.E.N.) | Jean-Pierre Vermetten (1h54)                    | Henri Duvanel         | Gaston Nivet        | Arthur Violas        |
| 1922 (course organisée par la F.F.N.S.) | Jean Rebeyrol (1h57)                            | Antonio Sachner       | Armand Lanoix       | Cor Zegger (en)      |
| 1923 (course organisée par la S.N.E.N.) | Henri Duvanel (2h51)                            | Jean Pérol            | Georges Vallerey    | Léon Barrière        |
| 1923 (course organisée par la F.F.N.S.) | Jean Rebeyrol (2h04, sur 8 km, trudgeon crawlé) | Antonio Sachner       | Joseph Le Driant    | Henri Padou          |
| 1924 (course organisée par la S.N.E.N.) | Georges Vallerey (1h49)                         | Laszlo Dukasz         | Robert Canque       | Alec Racine          |
| 1924 (course organisée par la F.F.N.S.) | Renato Bacigalupo                               | Jean Rebeyrol (1h31)  | Armand Lanoix       | Georges Vallerey     |
| 1925 (course organisée par la S.N.E.N.) | Léon Tallon (1h43)                              | Robert Canque         | Chazeau             | Lefebvre             |
| 1925 (course organisée par la F.F.N.S.) | Jean Rebeyrol (1h31)                            | Jean Pérol            | Jean Vos            | Guy Middleton        |
| 1926 (course organisée par la S.N.E.N.) | Missbach (1h08)                                 | Jean Pérol            | Jean Vos            | Léon Tallon          |
| 1926 (course organisée par la F.F.N.S.) | Jean Rebeyrol (1h45, pour 8,500 km)             | Armand Lanoix         | Robert Augagneur    | Léon Tallon          |
| 1927 (course organisée par la S.N.E.N.) | Jean Pérol (1h16)                               | Jean Vos              | Gaston Nivet        | Petiau               |
| 1927 (course organisée par la F.F.N.S.) | Paolo Costoli (1h39, pour 8 km)                 | Jean Rebeyrol         | Armand Lanoix       | Salvator Pellegry    |
| 1928 (course organisée par la S.N.E.N.) | Robert Canque (1h32)                            | R. Sourdet            | Jean Vos            | Chazeau              |
| 1928 (course organisée par la F.F.N.S.) | Albert Vandeplancke (1h49)                      | Jean Rebeyrol         | P. Souvestre        | R. Sourdet           |
| 1929 (course organisée par la S.N.E.N.) | Léon Tallon (1h30)                              | R. Sourdet            | Cuvilly             | R. Edart             |
| 1929 (course organisée par la F.F.N.S.) | Paolo Costoli (1h55 pour 8 km)                  | Albert Vandeplancke   | Paul Anglessy       | P. Souvestre         |
| 1930 (course organisée par la S.N.E.N.) | Robert Canque (1h16)                            | Léon Tallon           | R. Edart            | Alfred Schoebel      |
| 1930 (course organisée par la F.F.N.S.) | Albert Vandeplancke (1h40)                      | Georges Navarre       | Noyelle             | Georges Vallerey     |
| 1931                                    | Albert Vandeplancke (1h01)                      | Paul-Marius Anglessy  | A. Busch            | Jean Rebeyrol        |
| 1932                                    | Georges Navarre (1h47)                          | Raimund Deiters (de)  | Thibault            | - Gabriel Roig       |
| 1933                                    | Jean Taris                                      | Jean Guillini         | Albéric Boone       | Thibault             |
| 1934                                    | Jean Taris                                      | Paolo Costoli         | Olivér Halassy      | Giacomo Signori (it) |
| 1935                                    | Jean Taris                                      | René Joder            | Giuseppe Perentin   | Schipizza            |
| 1936                                    | Jean Taris                                      | Christian Talli       | Arts                | Aumand               |
| 1941                                    | Jean-Jacques Robinot (1h02)                     | Morisse               | Roger Le Morvan     | Huber                |
| 1942                                    | Roger Le Morvan (1h55),                         | Huber                 | Molliet             | Carré                |
| 1943                                    | Jacques Pelletier (1h04)                        | Roger Le Morvan       | Jeannin             | Huber                |
| 1944                                    | Jacques Pelletier                               | Bernard Martin        | Dupuy               | Jouanny              |
| 1945                                    | Roger Le Morvan                                 | Bertrand              | Martineau           | Chenal (dos crawlé)  |

### Palmarès femmes

#### Course deL'Auto
| Année | Vainqueur                     | deuxième                  | troisième               |
| ----- | ----------------------------- | ------------------------- | ----------------------- |
| 1905  | Annette Kellermann (trudgeon) | -                         | -                       |
| 1906  | Annette Kellermann (trudgeon) | Rosa Frauendorfer         | Dora Herxheimer         |
| 1907  | Quessie Johnson (3h10)        | -                         | -                       |
| 1912  | Clarisse Garnier (3h27)       | Eugénie "Eugénia" Decorne | Alice Pezet             |
| 1913  | Alice Pezet (4h52)            | Marthe Robert             | Henriette Hoss (simple) |
| 1917  | Suzanne Wurtz                 | Juliette Gardelle         | Yvonne Degraine         |
| 1918  | Suzanne Wurtz                 | Juliette Gardelle         | Yvonne Degraine         |
| 1919  | Suzanne Wurtz                 | Juliette Gardelle         | Berthe Comte            |
| 1920  | Suzanne Weygand               | Rose Nougaret             | -                       |
| 1921  | Juliette Gardelle             | Berthe Comte              |                         |
| 1922  | Suzanne Wurtz                 | Marceline Wurtz           | France Peguilhan        |
| 1923  | Suzanne Wurtz                 | Melle Cady                | Mme Mouginot            |
| 1924  | Melle Cady                    | Fernande Lacour           | Georgette Willemsens    |
| 1925  | Mme Prévost-Gardelle          |                           |                         |
| 1926  | Mme Prévost-Gardelle          | Melle Béchereau           | Melle Mignoton          |

#### Courses amateurs
| Année                                   | Vainqueur                     | deuxième                         | troisième                   | quatrième               |
| --------------------------------------- | ----------------------------- | -------------------------------- | --------------------------- | ----------------------- |
| 1906                                    | Marthe Robert                 | Cécile Robert                    | Marie Marvingt              | Walburga von Isacescu   |
| 1908                                    | Blanche Michel                | -                                | -                           | -                       |
| 1909                                    | Blanche Michel                | -                                | -                           | -                       |
| 1911                                    | Juliette Curé                 | -                                | -                           | -                       |
| 1912                                    | Juliette Curé                 | -                                | -                           | -                       |
| 1913                                    | Juliette Curé                 | -                                | -                           | -                       |
| 1914                                    | Véra Noavo                    | Andrée Millau                    | Mme Polamourgue             | Louise Millau           |
| 1919                                    | Marcelle Lebrun (1h55)        | Mme Decorne                      | Mlle Comte                  |                         |
| 1920                                    | Suzanne Wurtz (1h52)          | Juliette Gardelle                | Suzanne Weygand             | Marceline Wurtz         |
| 1921                                    | Juliette Gardelle             | Henriette Gardelle               | Violette Gouraud-Morris     | Flavier(a)              |
| 1922 (course organisée par la S.N.E.N.) | Juliette Gardelle             | Henriette Gardelle               |                             |                         |
| 1922 (course organisée par la F.F.N.S.) | Juliette Gardelle             | Jane-Marie Rivière               |                             |                         |
| 1923 (course organisée par la S.N.E.N.) | Henriette Gardelle (2h31)     | Melle Vieillet                   |                             |                         |
| 1923 (course organisée par la F.F.N.S.) | Hilda James                   | Ernestine Lebrun                 | Henriette Gardelle          | Annie Annison           |
| 1924 (course organisée par la S.N.E.N.) | Henriette Gardelle            | Juliette Gardelle                | Blanche Gaudin              | Mlle Poulletier         |
| 1924 (course organisée par la F.F.N.S.) | Ernestine Lebrun              | Juliette Gardelle                | Blanche Gaudin              | Marguerite Vaseux       |
| 1925 (course organisée par la S.N.E.N.) | Henriette Gardelle            | Mlle Girard                      | Melle Pujol                 | Blanche Gaudin          |
| 1925 (course organisée par la F.F.N.S.) | Ernestine Lebrun              | Marguerite Ledoux                | Henriette Gardelle          | Hansen                  |
| 1926 (course organisée par la S.N.E.N.) | Henriette Gardelle            | Blanche Gaudin                   | Mlle Ecochard               | Mlle Lacour             |
| 1926 (course organisée par la F.F.N.S.) | Marguerite Ledoux             | Gisèle P. Roty                   | Henriette Gardelle          | Alice Stoffel           |
| 1927 (course organisée par la S.N.E.N.) | Mlle Leguillier               | Mlle Brown                       | Yvonne Godard               | Mlle Dubourg            |
| 1927 (course organisée par la F.F.N.S.) | Fernande Moittié              | Isabelle Plancke                 | Élise Platz                 | Marguerite Mahieux      |
| 1928 (course organisée par la S.N.E.N.) | Mme Platz                     | Yvonne Godard                    | Mlle Moitié                 | Mlle Lavallée           |
| 1928 (course organisée par la F.F.N.S.) | Marguerite Ledoux             | Gisèle P. Roty                   | Bibienne Pellegry           | Fernande Moittié        |
| 1929 (course organisée par la S.N.E.N.) | Aline Manson                  | Mlle Brown                       | Lucie Platz                 | Mlle Lavallée           |
| 1929 (course organisée par la F.F.N.S.) | Marguerite Mahieux            | Élise Platz                      | Aline Manson                | Boiteux                 |
| 1930 (course organisée par la S.N.E.N.) | Aline Manson                  | Mlle Quinquerch                  | Mlle Platz                  | Mlle Stasser            |
| 1930 (course organisée par la F.F.N.S.) | Marguerite Mahieux            | Aline Manson                     | Mlle Belli                  | Mlle S. Durand          |
| 1931                                    | Marguerite Mahieux            | Aline Manson                     | (Lucienne) Jullien          | (Rose-ette) Pourquier   |
| 1932                                    | Marguerite Mahieux            | Mlle Quiqueret                   | Mlle Grien(en)berger        | Isabelle Plancke        |
| 1933                                    | Rose Pourquier                | Suzanne Cuvilly-Delbort (simple) | Marguerite Anglessy-Mahieux | Grien(en)berger         |
| 1934                                    | Lucette Berlioux              | Marguerite Anglessy-Mahieux      | Seassa(u)n                  | Ogonovska               |
| 1935                                    | Lucette Berlioux              | (Élise) Lainé                    | Lamire                      | Plamont                 |
| 1936                                    | Lucette Berlioux              | Van der Pyl                      | (Élise) Lainé               | Charpentier             |
| 1941                                    | Paulette Hurtut               | Ducayla                          | Bourceret                   |                         |
| 1942                                    | Monique Berlioux              | Paulette Hurtut                  | (J.) Rocher                 | (Jacqueline) Preetzmann |
| 1943                                    | Monique Berlioux              | Wultrich                         | (J.) Rocher                 |                         |
| 1944                                    | Monique Berlioux              | Mayanne Jouvenel                 |                             |                         |
| 1945                                    | Monique Berlioux (dos crawlé) | Hentgen                          | (J.) Rocher                 | Roser                   |